# 동군산로
동군산로(Donggunsan-ro)는 전북특별자치도 군산시 성산면 성산교 하부에서 익산시 함라면 왈인삼거리를 잇는 도로이다

## 주요 경유지
전북특별자치도
- 군산시 (성산면 - 임피면 - 서수면) - 익산시 (함라면)

## 노선
| 이름           | 접속 노선                               | 소재지        | 소재지        | 비고                  |
| 오성로와 직결  | 오성로와 직결                           | 오성로와 직결 | 오성로와 직결 | 오성로와 직결         |
| -------------- | --------------------------------------- | ------------- | ------------- | --------------------- |
| (성산교 하부)  | 지방도 제706호선 (구암로)               | 군산시        | 성산면        | 지방도 제709호선 구간 |
| 중앙삼거리     | 만동2길                                 | 군산시        | 성산면        | 지방도 제709호선 구간 |
| 성산삼거리     | 지방도 제709호선 (송호로)               | 군산시        | 성산면        | 지방도 제709호선 구간 |
| 성산초등학교   |                                         | 군산시        | 성산면        |                       |
| 산업단지삼거리 |                                         | 군산시        | 성산면        |                       |
| 다리실재       |                                         | 군산시        | 성산면        |                       |
| 창오 교차로    | 국도 제27호선 (군익로)                  | 군산시        | 성산면        |                       |
| 덜걱사거리     | 지방도 제744호선 (왕골로)               | 군산시        | 성산면        |                       |
| 임피사거리     | 지방도 제711호선 (서원석곡로)           | 군산시        | 임피면        | 지방도 제711호선 구간 |
| 남상사거리     | 항쟁로                                  | 군산시        | 임피면        | 지방도 제711호선 구간 |
| 계남 교차로    | 국도 제27호선 지방도 제711호선 (군익로) | 군산시        | 임피면        | 지방도 제711호선 구간 |
| 취동교         |                                         | 군산시        | 서수면        |                       |
| 내동사거리     | 서라로                                  | 군산시        | 서수면        |                       |
| 왈인삼거리     | 지방도 제722호선 (황등서로)             | 익산시        | 함라면        |                       |

## 주요 시설및 건물
- 성산파출소 (동군산로 25/고봉리 376-1)
- CU 군산성산점 (동군산로 30/고봉리 263-46)
- 새마을금고 금강 새마을금고 성산지점 (동군산로 32/고봉리 263-45)
- 성산보건지소 (동군산로 36/고봉리 263-27)
- 성산초등학교 (동군산로 39/고봉리 328)
- 군산성산우체국 (동군산로 52/고봉리 289-3)
- HD현대오일뱅크 은성주유소 (동군산로 93/도암리 343-5)
- 창오초등학교 (동군산로 393/창오리 221-4)
- S-OIL 동영주유소 (동군산로 467/창오리 91-6)
- 군산임피우체국 (동군산로 683/읍내리 224-7)
- CU군산임피점 (동군산로 705/읍내리 478-4)
- HD현대오일뱅크 동양주유소 (동군산로 843/축산리 193-3)
- SK에너지 서울주유소 (동군산로 984/마룡리 903-5)
- GS칼텍스 마룡주유소 (동군산로 1118/관원리 91-7)